# Arv och eget
Arv och eget var Gustav Vasas privata godsinnehav, vilket han efter att ha blivit kung 1523 utökade, först genom arv och sedan även genom att återkräva tidigare, av släktingar, donerad jord till kyrkan och beslagtaget kyrkogods.

## Fotnoter
1. ↑  Stormän, bönder och landbor Uppsats av Maria Andersson (Linköpings universitet/Avdelning för geografi) http://www.uppsatser.se/uppsats/fef78c9459/